# Honjani
Honjani, program lett av Kanjani-8 som inkluderar olika Kansai Jr. och även Sugimoto Natsumi. Honjani började visas 1 april 2003 och visas fortfarande.
Honjani visas på Kansai TV och BS Fuji. Det går ut på att olika medlemmar från Kanjani-8 ska lära sig olika saker - som att laga mat, spela golf, volleyboll etc. Honjani var förut en del av J-Cube (ett program som Kanjani-8 hade tidigare).